# Biacantha normaliae
Espèce
Biacantha normaliae est une espèce de nématodes de la famille des Molineidae.

## Hôtes
Biacantha desmoda parasite l'intestin grêle du Vampire commun (Desmodus rotundus).

## Répartition
Ce nématode parasite les vampires du Nord-Ouest de l'Argentine.